# Автошлях N3 (ПАР)
Автошлях N3 — це національний маршрут у Південній Африці, який з’єднує Йоганнесбург і Дурбан, відповідно найбільше та третє за величиною міста Південної Африки. Йоганнесбург є фінансовим і комерційним центром Південної Африки, тоді як Дурбан є ключовим портом Південної Африки та одним із найбільш завантажених портів у Південній півкулі, а також місцем відпочинку. Дурбан є портом, через який Йоганнесбург імпортує та експортує більшість своїх товарів. Як наслідок, N3 є дуже жвавим шосе та має великий інтенсивність руху.

## Маршрут
N3 поділена на 12 ділянок, починаючи з секції 1 у Дурбані та закінчуючи ділянкою 12 у Йоганнесбурзі. Між двома містами маршрут пролягає через такі міста: Пайнтаун, Като-Рідж, Пітермаріцбург, Ховік, Муй-Рівер, Есткорт, Ледісміт, Ван Ренен, Гарісміт, Уорден, Вільєрс, Гейдельберг і Гермістон. Більше він не проходить через більшість із цих міст, оскільки навколо них побудовано об’їзні дороги (N3 не проходить через центри міст). Остання об'їзна дорога була побудована навколо міста Варден.

### Квазулу-Наталь
N3 починається в центральному діловому районі Дурбана на Пайн-стріт і Комершл-роуд як автомагістраль з подвійною смугою і прямує на захід, проходячи через Берію та Мейвіль, перш ніж перетинатися з шосе N2 (зовнішня кільцева дорога Дурбану) на розв'язці EB Cloete. Потім він виїжджає з міста Дурбан і прямує через місто-супутник Вествілль перед тим, як обійти південніше Пайнтауна. Маршрут платний у Mariannhill, коли він залишає міську територію, а потім прямує до Cato Ridge. Від хребта Като-Ридж маршрут проходить через Кемпердаун, а потім повертає на північний захід і прямує до Пітермаріцбурга, столиці провінції.

### Вільна держава
Після перетину у Фрі-Стейт N3 прямує через Свінберн (перетинає річку Вілдж) до Гарісміта, де N5 залишає його (забезпечуючи маршрут до Блумфонтейна та Кейптауна через N1). Потім N3 прямує на північ, проїжджає місто Ворден і прямує до Вільєрса, де платний пункт розміщений прямо перед з’їздом на R26 Вільєрс (Wilge Toll Plaza). Одразу після Віллерса N3 перетинає річку Вааль і в’їжджає в Мпумалангу. Тут вона знову стає подвійною проїжджою частиною та залишається однією для решти.

### Мпумаланга
Потім N3 прямує через південно-західний край Мпумаланги в напрямку Гейдельберга. Незабаром після перетину річки Ваал N3 зустрічається з дорогою R54, яка забезпечує доступ до Ференіґінга на заході. Після 23 км, N3 оминає Грутвлей. Безпосередньо перед тим, як дістатися до Гейдельберга, на N3 є останній пункт оплати (De Hoek Toll Plaza), де N3 перетинає Гаутенг.

### Гаутенг
Потім N3 продовжує рух на північ і обминає Гайдельберг перед тим, як прямувати до Йоганнесбурга. Ділянка, яку підтримує N3 Toll Concession, закінчується на розв’язці R23 на південь від центру міста Гейдельберг.

## Альтернативний маршрут
Там, де N3 було переналаштовано, старе вирівнювання було позначено R103. R103 існує на трьох ділянках: між Дурбаном і Ледісмітом, між Ворденом і Вільєрсом і між Гейдельбергом і Йоганнесбургом. Єдиний виняток становить сам Дурбан, де більша частина старої траси N3 позначена як M13 замість звичайного позначення R103. R103 розходиться з M13 у Гіллітті неподалік Дурбану.